# Arquidiócesis de Cuttack-Bhubaneshwar
La arquidiócesis de Cuttack-Bhubaneshwar (en latín: Archidioecesis Cuttackensis-Bhubanesvarensis y en inglés: Roman Catholic Archdiocese of Cuttack-Bhubaneswar) es una circunscripción eclesiástica de la Iglesia católica en India. Se trata de una arquidiócesis latina, sede metropolitana de la provincia eclesiástica de Cuttack-Bhubaneshwar. Desde el 11 de febrero de 2011 su arzobispo es John Barwa, de los Misioneros del Verbo Divino.

## Territorio y organización
La arquidiócesis tiene 32 440 km² y extiende su jurisdicción sobre los fieles católicos de rito latino residentes en los distritos del estado de Odisha de: Cuttack, Kandhamal y Puri.
La sede de la arquidiócesis se encuentra en la ciudad de Cuttack, en donde se halla la Catedral del Santísimo Rosario. En Bhubaneshwar (o Bhubaneswar) se encuentra la Procatedral de San Vicente de Paúl.
La arquidiócesis tiene como sufragáneas a las diócesis de: Balasore, Berhampur, Rayagada, Rourkela y Sambalpur.
En 2021 en la arquidiócesis existían 38 parroquias.

## Historia
La misión sui iuris de Cuttack fue erigida el 18 de julio de 1928 con el breve Apostolatus officium del papa Pío XI, obteniendo el territorio de la diócesis de Vizagapatam (hoy arquidiócesis de Visakhapatnam).
La misión sui iuris fue elevada a diócesis el 1 de junio de 1937 con la bula Si catholicum nomen por el papa Pío XI. Originalmente sufragánea de la arquidiócesis de Madrás, el 19 de septiembre de 1953 en virtud de la bula Mutant res del papa Pío XII pasó a formar parte de la provincia eclesiástica de la arquidiócesis de Ranchi.
El 25 de julio de 1960, con la carta apostólica Qui Servatorem, el papa Juan XXIII proclamó a san Vicente de Paúl patrono principal de la diócesis.
El 20 de junio de 1957 (mediante el decreto Ordinarii Cuttackensis) y el 16 de junio de 1966 (mediante el decreto Commissi gregis) la Congregación de Propaganda Fide revisó los límites con la diócesis de Visakhapatnam (hoy arquidiócesis).
El 24 de enero de 1974 cedió una parte de su territorio para la erección de la diócesis de Berhampur mediante la bula Verba Iesu Christi del papa Pablo VI, y en virtud de la bula Quamvis munus la diócesis fue elevada al rango de arquidiócesis metropolitana y asumió su nombre actual.
En 2008 la arquidiócesis estuvo en el centro de violentos ataques anticristianos fomentados por grupos fundamentalistas hindúes, tras los cuales cerca de 300 iglesias fueron incendiadas y más de 50 000 personas tuvieron que huir de sus hogares. Después de Guyarat, el estado de Orissa (desde 2011 llamado Odisha) es el segundo territorio en el que se implanta el hindutva, la forma más extendida de nacionalismo indio y extremismo hindú, alimentada por la desinformación de la casta Sanghparivar y sus intentos de ascenso al poder político-religioso.

## Estadísticas
Según el Anuario Pontificio 2022 la arquidiócesis tenía a fines de 2021 un total de 75 275 fieles bautizados.
| Año                                                                             | Población            | Población  | Población      | Sacerdotes | Sacerdotes    | Sacerdotes    | Bautizados por sacerdote | Diáconos permanentes | Religiosos | Religiosos | Parroquias |
| Año                                                                             | Bautizados católicos | Total      | % de católicos | Total      | Clero secular | Clero regular | Bautizados por sacerdote | Diáconos permanentes | Varones    | Mujeres    | Parroquias |
| ------------------------------------------------------------------------------- | -------------------- | ---------- | -------------- | ---------- | ------------- | ------------- | ------------------------ | -------------------- | ---------- | ---------- | ---------- |
| 1950                                                                            | 12 500               | 4 900 000  | 0.3            | 24         | 3             | 21            | 520                      |                      | 21         | 42         | 6          |
| 1969                                                                            | 46 862               | 7 620 000  | 0.6            | 72         | 32            | 40            | 650                      |                      | 55         | 77         | 22         |
| 1980                                                                            | 24 277               | 7 387 000  | 0.3            | 35         | 29            | 6             | 693                      |                      | 7          | 84         | 19         |
| 1990                                                                            | 33 271               | 8 780 000  | 0.4            | 57         | 34            | 23            | 583                      |                      | 35         | 158        | 19         |
| 1999                                                                            | 49 391               | 9 935 372  | 0.5            | 80         | 50            | 30            | 617                      |                      | 41         | 163        | 30         |
| 2000                                                                            | 49 391               | 9 935 372  | 0.5            | 80         | 50            | 30            | 617                      |                      | 41         | 163        | 30         |
| 2001                                                                            | 52 000               | 9 935 372  | 0.5            | 84         | 55            | 29            | 619                      |                      | 45         | 167        | 31         |
| 2002                                                                            | 58 196               | 9 935 372  | 0.6            | 92         | 59            | 33            | 632                      |                      | 59         | 160        | 31         |
| 2003                                                                            | 59 775               | 11 500 000 | 0.5            | 90         | 55            | 35            | 664                      |                      | 64         | 182        | 31         |
| 2004                                                                            | 61 378               | 11 500 000 | 0.5            | 84         | 51            | 33            | 730                      |                      | 58         | 194        | 32         |
| 2006                                                                            | 62 985               | 11 580 000 | 0.5            | 115        | 70            | 45            | 547                      |                      | 91         | 181        | 34         |
| 2013                                                                            | 65 621               | 12 718 000 | 0.5            | 131        | 77            | 54            | 500                      |                      | 98         | 200        | 36         |
| 2016                                                                            | 70 200               | 12 824 000 | 0.5            | 144        | 90            | 54            | 487                      |                      | 88         | 200        | 36         |
| 2019                                                                            | 70 300               | 13 264 000 | 0.5            | 147        | 75            | 72            | 478                      |                      | 92         | 224        | 37         |
| 2021                                                                            | 75 275               | 13 540 000 | 0.6            | 159        | 88            | 71            | 473                      |                      | 95         | 215        | 38         |
| Fuente: Catholic-Hierarchy, que a su vez toma los datos del Anuario Pontificio. |                      |            |                |            |               |               |                          |                      |            |            |            |

## Episcopologio
- Valeriano Guemes Rodríguez, C.M. † (2 de julio de 1929-1932 renunció)[12]
- Florencio Sanz Esparza, C.M. † (11 de noviembre de 1932-4 de marzo de 1948 renunció[nota 1])
- Pablo Tobar Gonzáles, C.M. † (10 de marzo de 1949-18 de abril de 1971 falleció)
  - Sede vacante (1971-1974)
- Henry Sebastian D'Souza † (24 de enero de 1974-29 de marzo de 1985 nombrado arzobispo coadjutor de Calcuta)
- Raphael Cheenath, S.V.D. † (1 de julio de 1985-11 de febrero de 2011 retirado)
- John Barwa, S.V.D., desde el 11 de febrero de 2011